# Denkmalzone Franz-Mecker-Straße

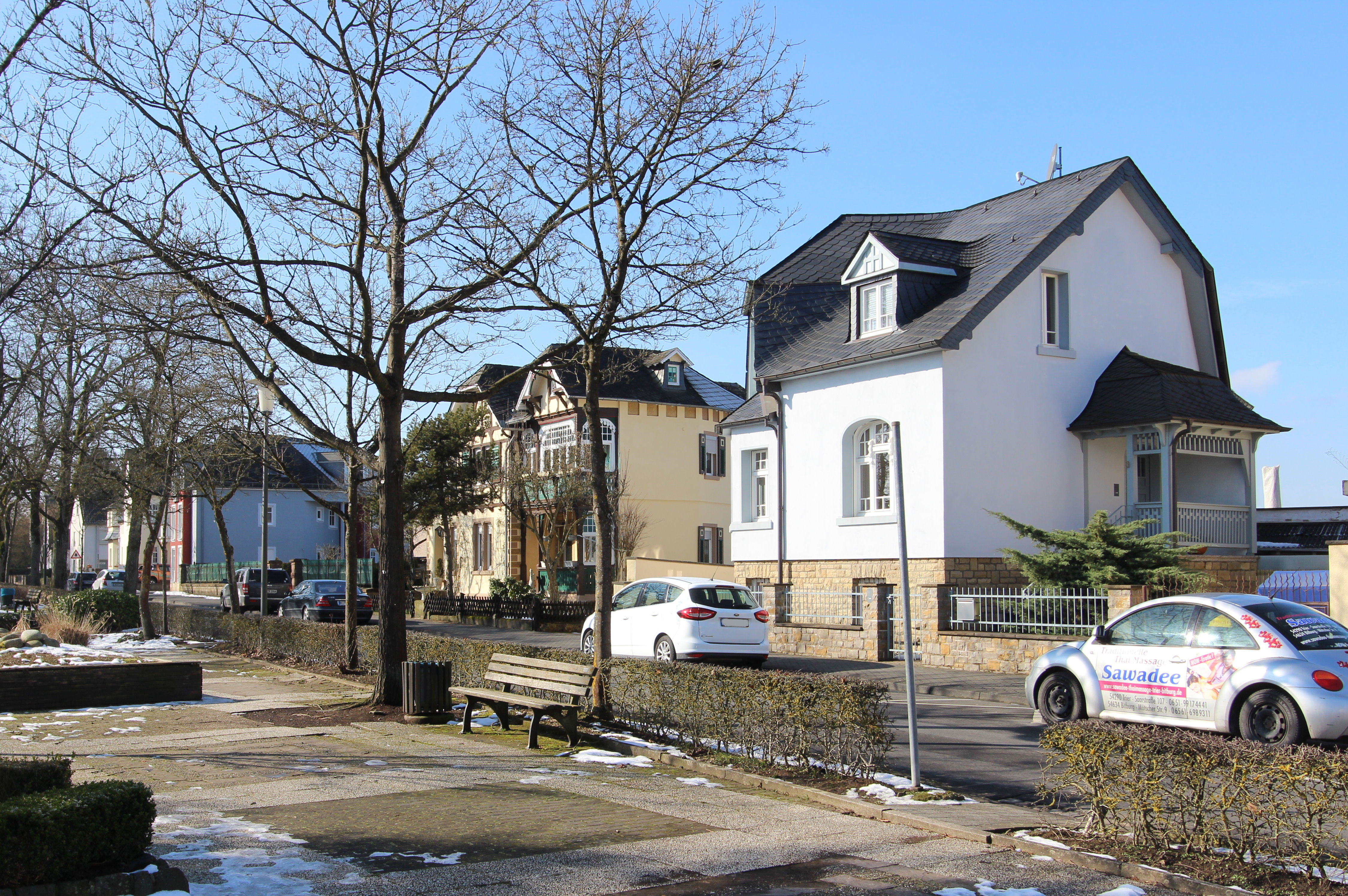
Franz-Mecker-Straße in Bitburg

Die Denkmalzone Franz-Mecker-Straße in Bitburg, einer Stadt im Eifelkreis Bitburg-Prüm in Rheinland-Pfalz, umfasst die Häuser Franz-Mecker-Straße 3/5, 7, 9, 11 und 13.
Die als Denkmalzone ausgewiesene Bebauung in wechselnden Stilformen (Späthistorismus, Heimatstil und Reformarchitektur) mit Einzel- und Doppelhäusern in villenartiger Gartenlage erfolgte zwischen 1903 und 1913. Sie erstreckt sich an der Westseite der Straße.
Die Bauherren waren Handwerker, Lehrer, ein Architekt und ein Stadtsekretär.